# Le Cyclop de Jean Tinguely
Le Cyclop de Jean Tinguely is een kunstwerk, gecreëerd door een collectief van 15 internationale kunstenaars in Milly-la-Forêt in het Franse département Essonne.
Het werk aan dit, in eerste instantie illegale, kunstwerk in de bossen bij Milly-la-Forêt is in 1969 gestart door de Zwitserse beeldhouwer Jean Tinguely met hulp van Paul Wiedmer. De bouw, die tien jaar duurde en werd uitgevoerd door onder anderen Jean Tinguely, Eva Aeppli, Bernhard Luginbühl, Daniel Spoerri en Niki de Saint Phalle, werd gevolgd door nog vijftien jaar om alle bijdrages van de vele andere kunstenaars aan het project te installeren en integreren.
Het kunstwerk, dat 400 ton ijzer bevat en een hoogte heeft bereikt van 22 meter, heette aanvankelijk Le Monstre, daarna La Tête en thans Le Cyclop. Het gezicht van de Cyclop is ontworpen door Niki de Saint Phalle en is bedekt met duizenden scherven van spiegelglas. De Cyclop is gebouwd tussen vier, honderden jaren oude, eiken, die deel uitmaken van het totale concept.
Jean Tinguely en Niki de Saint Phalle hebben Le Cyclop in 1987 aan de Franse staat geschonken. De officiële overdracht vond plaats in 1994, waarbij de Franse president, François Mitterrand en de minister van cultuur, Jacques Toubon aanwezig waren.

## Deelnemende kunstenaars
- Jean Tinguely : "La Broyeuse de chocolat (Hommage à Marcel Duchamp)", "La Tour Merzbau (Hommage à Kurt Schwitters)", "le Bassin (Hommage à Yves Klein)", "Méta-Maxi et Méta-Harmonie IV", "Le Théâtre" en "Le Wagon".
- Niki de Saint Phalle : "La Face aux miroirs", "Carrelage aux damiers", "La Colonne", "L'incitation au suicide" en "Le Banc".
- Bernhard Luginbühl : "Porte circulaire", "Porte-levis", "Fausse porte", "Le Flipper Tellflipper", "L'Oreille" en "Hommage à Louise Nevelson".
- Pierre Marie Lejeune : "Le Rameur" en "La Billetterie".
- Rico Weber : "Les Gisants" en "Le Tableau électrique".
- Philippe Bouveret : "" Tableau générique" en Le Théâtre.
- Giovanni Podesta : "II Piccolo Museo" (7 sculpturen).
- Jesús Rafael Soto : "Pénétrable sonore".
- César : "Deux compressions".
- Arman : "Accumulation" (accumulatïe van de bij de constructie van de Cyclop gebruikte handschoenen).
- Daniel Spoerri : "La chambre de Spoerri", "le restaurant de Spoerri".
- Eva Aeppli : "Hommage aux déportés" (15 sculpturen in witte zijde en kastanjebruine velours in een spoorwegwagon van de SNCF)
- Jean-Pierre Raynaud : Jauge.
- Larry Rivers : Hommage à mai 1968
- Seppi Imhof : De lasser die heeft meegewerkt aan de bouw van "La Tour Merzbau".